# Тан (округ)
Тан (фр. Thann) — упразднённый в 2015 году округ (фр. Arrondissement) во Франции, один из округов в регионе Эльзас. Департамент округа — Рейн Верхний. Супрефектура — Тан. В 2015 году был объединён с округом Гебвиллер в новый округ Тан-Гебвиллер.
Население округа на 2006 год составляло 80 293 человек. Плотность населения составляет 153 чел./км². Площадь округа составляет всего 525 км².

## Кантоны
До своего упразднения состоял из кантонов:
- Серне (центральное бюро — Серне)
- Мазво (центральное бюро — Мазво)
- Сент-Амарен (центральное бюро — Сент-Амарен)
- Тан (центральное бюро — Тан)